# Wake Up (album của BTS)
Wake Up là album phòng thu tiếng Nhật đầu tiên của nhóm nhạc nam Hàn Quốc BTS, được phát hành vào ngày 24 tháng 12 năm 2014. Album có tổng cộng 13 bài hát, bao gồm phiên bản tiếng Nhật của "No More Dream", "Boy in Luv" và "Danger", cũng như 2 bài hát tiếng Nhật mới, "The Stars" và "Wake Up". Album đạt vị trí số 2 trên bảng xếp hạng Oricon.

## Phiên bản
- Phiên bản giới hạn - Loại A (PCCA-4137)
- Phiên bản giới hạn - Loại B (PCCA-4138)
- Phiên bản thông thường (PCCA-4139)

## Phát hành
Tổng cộng, 3 bài hát trong album đã được phát hành dưới dạng đĩa đơn.
Đĩa đơn đầu tiên và đầu tay, phiên bản tiếng Nhật của bài hát "No More Dream", được phát hành vào ngày 4 tháng 6 năm 2014. Nó đạt được vị trí số 8 trên bảng xếp hạng hàng tuần của Oricon, bán được hơn 34,000 bản. Loại A, Loại B và một phiên bản thông thường của đĩa đơn đã được phát hành, bao gồm một phiên bản tiếng Nhật của "Attack on Bangtan" ("進撃の防弾"), trong khi phiên bản thông thường bao gồm một phiên bản tiếng Nhật bổ sung của "Like" ("いいね!").
Đĩa đơn thứ hai, phiên bản tiếng Nhật của bài hát "Boy In Luv", được phát hành vào ngày 16 tháng 7 năm 2014. Nó đạt vị trí số 4 trên bảng xếp hạng hàng tuần của Oricon. It has sold for more than 44,000 copies. Loại A, Loại B và một phiên bản thông thường của đĩa đơn đã được phát hành và cũng bao gồm một phiên bản tiếng Nhật của "N.O", trong khi phiên bản thông thường bao gồm một phiên bản tiếng Nhật bổ sung của "Just One Day".
Đĩa đơn thứ ba và cũng là đĩa đơn cuối cùng, phiên bản tiếng Nhật của bài hát "Danger", được phát hành vào ngày 19 tháng 11 năm 2014. Nó đạt vị trí số 5 trên bảng xếp hạng hàng tuần của Oricon, bán được 49,124 bản trong tuần đầu tiên. Loại A, Loại B và một phiên bản thông thường của đĩa đơn đã được phát hành và cũng bao gồm một phiên bản SONPUB remix của "Attack on Bangtan" ("進撃の防弾"), trong khi phiên bản thông thường bao gồm một phiên bản tiếng Nhật bổ sung của "Miss Right".

## Quảng bá
Để quảng bá cho album phòng thu tiếng Nhật đầu tay của nhóm, BTS đã khởi động chuyến lưu diễn Nhật Bản đầu tiên của nhóm mang tên BTS 1st Japan Tour 2015 "Wake Up: Open Your Eyes". Nhóm đã lưu diễn ở Tokyo, Osaka, Nagoya và Fukuoka từ ngày 10 tháng 2 đến ngày 19 tháng 2 năm 2015, thu hút hơn 25,000 khán giả.

### Lịch trình
| Ngày             | Thành phố | Quốc gia | Địa điểm                                  | Người tham dự |
| ---------------- | --------- | -------- | ----------------------------------------- | ------------- |
| 10 tháng 2, 2015 | Tokyo     | Nhật Bản | Hội trường tổ chức sự kiện Makuhari Messe | 25,000        |
| 1` tháng 2, 2015 | Tokyo     | Nhật Bản | Hội trường tổ chức sự kiện Makuhari Messe | 25,000        |
| 13 tháng 2, 2015 | Osaka     | Nhật Bản | Festival Hall                             | 25,000        |
| 14 tháng 2, 2015 | Osaka     | Nhật Bản | Festival Hall                             | 25,000        |
| 17 tháng 2, 2015 | Nagoya    | Nhật Bản | Zepp Nagoya                               | 25,000        |
| 19 tháng 2, 2015 | Fukuoka   | Nhật Bản | Zepp Fukuoka                              | 25,000        |

## Danh sách bài hát
Các khoản ghi chú được trích từ album vật lý.

### Gốc
| Loại A, Loại B và CD thường | Loại A, Loại B và CD thường                                                                  | Loại A, Loại B và CD thường                                | Loại A, Loại B và CD thường | Loại A, Loại B và CD thường |
| STT                         | Nhan đề                                                                                      | Sáng tác                                                   | Sản xuất                    | Thời lượng                  |
| --------------------------- | -------------------------------------------------------------------------------------------- | ---------------------------------------------------------- | --------------------------- | --------------------------- |
| 1.                          | "Intro"                                                                                      | Shingo Suzuki                                              | Shingo Suzuki               | 1:15                        |
| 2.                          | "The Stars"                                                                                  | KM-MARKIT Rap Monster Suga J-Hope Pdogg                    | KM-MARKIT                   | 4:16                        |
| 3.                          | "Jump" (phiên bản tiếng Nhật)                                                                | Suga Pdogg Supreme Boi Rap Monster J-hope                  | Suga Pdogg Supreme Boi      | 3:56                        |
| 4.                          | "Danger" (phiên bản tiếng Nhật)                                                              | Pdogg Thanh Bui Rap Monster SUGA J-Hope KM-MARKIT          | Pdogg                       | 4:05                        |
| 5.                          | "Boy in Luv" (phiên bản tiếng Nhật)                                                          | Pdogg "Hitman" Bang Rap Monster SUGA Supreme Boi KM-MARKIT | Pdogg                       | 3:50                        |
| 6.                          | "Just One Day" (phiên bản tiếng Nhật mở rộng)                                                | Pdogg Rap Monster Suga J-Hope                              | Pdogg                       | 5:34                        |
| 7.                          | "いいね!" (Ī ne! / I Like It!)                                                               | Slow Rabbit Rap Monster Suga J-Hope                        | Slow Rabbit                 | 3:51                        |
| 8.                          | "いいね！Pt.2～あの場所で～" (Ī ne! Pt. 2 ~ Ano basho de ~ / I Like It Pt.2 ~In That Place~) | Slow Rabbit Rap Monster Suga J-Hope                        | Slow Rabbit Pdogg           | 3:55                        |
| 9.                          | "No More Dream" (phiên bản tiếng Nhật)                                                       | Pdogg "Hitman" Bang Rap Monster Suga J-Hope Supreme Boi    | Pdogg                       | 3:42                        |
| 10.                         | "進撃の防弾" (Shingeki no bōdan / Attack on Bangtan)                                         | Pdogg Rap Monster Suga J-hope                              | Pdogg                       | 4:07                        |
| 11.                         | "N.O" (phiên bản tiếng Nhật)                                                                 | Pdogg "Hitman" Bang Rap Monster Suga Supreme Boi           | Pdogg                       | 3:30                        |
| 12.                         | "Wake Up"                                                                                    | Swing-O Rap Monster Suga J-hope KM-MARKIT                  | Swing-O                     | 5:52                        |
| 13.                         | "Outro"                                                                                      | Shingo Suzuki Rap Monster                                  | Shingo Suzuki               | 1:36                        |
| Tổng thời lượng:            | Tổng thời lượng:                                                                             | Tổng thời lượng:                                           | Tổng thời lượng:            | 51:44                       |

### Loại A
| Wake Up DVD | Wake Up DVD | Wake Up DVD |
| STT         | Nhan đề | Thời lượng  |
| ----------- | --- | ----------- |
| 1.          | "Japan Official Fan Meeting Vol.1 at Tokyo Dome City Hall" (2014年5月に行われた日本ファンミーティング時の映像数曲収録予定) |             |

### Loại B
| Wake Up DVD | Wake Up DVD                           | Wake Up DVD |
| STT         | Nhan đề                               | Thời lượng  |
| ----------- | ------------------------------------- | ----------- |
| 1.          | "No More Dream" (video âm nhạc)       | 4:50        |
| 2.          | "Boy In Luv" (video âm nhạc)          | 4:42        |
| 3.          | "Danger" (video âm nhạc)              | 4:46        |
| 4.          | "Danger (Dance Edit)" (Clip tặng kèm) | 4:13        |

## Diễn biến thương mại 
Wake Up ra mắt ở vị trí số 3 trên bảng xếp hạng album hàng ngày của Oricon và số 3 trên bảng xếp hạng album hàng tuần của Oricon. Ít nhất 28,000 bản đã được bán.
| Bảng xếp hạng                        | Vị trí cao nhất |
| ------------------------------------ | --------------- |
| Nhật Bản (Oricon Daily Album Chart)  | 2               |
| Nhật Bản (Oricon Weekly Album Chart) | 3               |

## Lịch sử phát hành
| Quốc gia | Ngày phát hành    | Định dạng          | Hãng đĩa           |
| -------- | ----------------- | ------------------ | ------------------ |
| Nhật Bản | 24 tháng 12, 2014 | CD tải kỹ thuật số | Pony Canyon        |
| Hàn Quốc | 26 tháng 2, 2015  | Tải kỹ thuật số    | LOEN Entertainment |